# کوساکو یاماشیتا
کوساکو یاماشیتا (انگلیسی: Kōsaku Yamashita; ۱۰ ژانویهٔ ۱۹۳۰ – ۶ دسامبر ۱۹۹۸) کارگردان فیلم اهل ژاپن بود.